# Neutrogena
Neutrogena es una empresa estadounidense de cosméticos y productos de cuidado personal cuya atención está centrada en el cuidado de la piel y el cabello. Su sede principal se encuentra en Los Ángeles, California. De acuerdo con la publicidad del producto en su sitio web, los productos de Neutrogena se distribuyen en más de 70 países. La compañía fue fundada en 1930 por Emanuel Stolaroff y originalmente fue una empresa de cosméticos llamada Natone.
Ahora esta forma parte del conglomerado estadounidense de Johnson & Johnson, que compró la compañía independiente en 1994.

## Historia
En 1930 Emanuel Stolaroff creó una pequeña empresa llamada Natone. Pronto se convirtió en un negocio más grande y él comenzó a expandirse en los mercados menores.
Stolaroff se reunió en Estados Unidos con el químico belga Edmond Fromont en 1954 y adquirió los derechos para distribuir su fórmula patentada de un jabón suave que aclaraba la piel sin resecar. Para entonces, Lloyd Cotsen, había entrado en la familia Stolaroff casándose con Joanne Stolaroff, hija de Emanuel Stolaroff. En 1962 el nombre de la empresa fue cambiado oficialmente a Neutrogena Corporation; Cotsen se convirtió posteriormente en presidente en 1967.
La compañía cotizaba públicamente en el NASDAQ en 1973, con un valor de mercado de $11 millones. Cotsen inició la comercialización de jabón a través de dos canales principales: los dermatólogos y hoteles de lujo. Neutrogena logró mantenerse alejados de cualquier guerra de precios importantes, como los de otras grandes corporaciones de esa generación. Se puso en marcha las líneas de productos centradas en las zonas del acné y el antienvejecimiento. En 1982 las utilidades alcanzaron en EE. UU. los $3 millones, y Cotsen fue nombrado director general.
En 1994, Johnson & Johnson adquiere Neutrogena por $ 924 millones, a un precio de 35,25 dólares por acción. La red de Johnson & Johnson internacional ayudó a Neutrogena a incrementar sus ventas y entrar en nuevos mercados como India, Sudáfrica y China. Posteriormente todos los productos de Neutrogena se distribuyen en más de 70 países. La compañía cuenta con filiales en los principales ciudades de Canadá, Reino Unido, Corea del Sur y la India.

## Productos
Neutrogena posee una amplia gama de productos para la piel (rostro y cuerpo) y el cabello, incluyendo las líneas de productos específicos para el acné, antienvejecimiento y para la protección solar. Sus líneas de productos incluyen:
- Productos de limpieza.
- Cremas hidratantes.
- Productos para el baño y el cuerpo.
- Productos cosméticos.
- Productos para el cabello.
- Productos para el cuidado de la piel de los hombres.